# Leptochilus brachialis
Leptochilus brachialis är en stekelart som beskrevs av Parker 1966. Leptochilus brachialis ingår i släktet Leptochilus och familjen Eumenidae. Inga underarter finns listade i Catalogue of Life.